# 小行星9855
小行星9855（英語：9855）是一颗围绕太阳公转的小行星。1991年2月7日，天文学家罗伯特·H·麦克诺特在赛丁泉山发现了此天体。
这颗小行星的绝对星等为214.5633529460101等。